# Sushil Kumar Shinde
Sushil Kumar Shinde (ur. 4 września 1941 w Sholapurze w stanie Maharasztra) – indyjski polityk i prawnik, parlamentarzysta, gubernator i minister. Działacz Indyjskiego Kongresu Narodowego.

## Życiorys
Shinde jest absolwentem prawa. W szeregi Indyjskiego Kongresu Narodowego wstąpił w 1971.
Poseł do Lok Sabhy w latach 1978-1992 i ponownie od 2002. Deputowany do Rajya Sabhy w latach 1992-1998
W 2002 bez powodzenia ubiegał się o stanowisko wiceprezydenta Indii.
18 stycznia 2003 został szefem ministrów (premierem) stanu Maharasztra. Stanowisko to zajmował do 1 listopada 2004. Od 1 listopada 2004 do 29 stycznia 2006 był gubernatorem stanu Andhra Pradesh.
Sushil Kumar Shinde był typowany do stanowiska prezydenta lub wiceprezydenta Indii w wyborach w lipcu 2007.
29 stycznia 2006 objął funkcję ministra energetyki w rządzie Manmohana Singha, którą sprawował do 31 lipca 2012, kiedy został ministrem spraw wewnętrznych. W 2014 w wyniku wyborów przegranych przez INC podał się do dymisji wraz z całym rządem.
Od 2012 do 2014 był także liderem INC w Lok Sabhie.

## Życie prywatne
Jest żonaty, ma trzy córki.